# Peruanska Nationalistpartiet
Perus Nationalistiska Parti (Partido Nacionalista del Perú, PNP) är ett peruanskt politiskt parti som grundades av arméöversten Ollanta Humala 2005.
Under 2010 var partiet en av grundarna till alliansen Ganan Peru med sikte på de allmänna valen i Peru 2011. Alliansen skapades i slutet av 2010 med flera vänsterpartier som Perus Kommunistiska Parti, Socialistiska partiet, Partido Socialista Revolucionario, Movimiento Político Voz och medlemmar i partiet Lima för Alla.  Partiets kandidat Ollanta Humala valdes till Perus president i juni 2011.